# Альберт Де Клейн
Альберт Де Клейн (нід. Albert De Cleyn, нар. 28 червня 1917 — пом. 13 березня 1990) — бельгійський футболіст, що грав на позиції нападника. Протягом усієї кар'єри виступав за «Мехелен», а також національну збірну Бельгії. По завершенні ігрової кар'єри — футбольний тренер «Мехелена».

## Клубна кар'єра
У дорослому футболі дебютував 1932 року виступами за команду клубу «Мехелен». У 1939 році після захоплення Бельгії ігри національного чемпіонату були припинені. Коли через кілька років чемпіонат було поновлено, Де Клейн шокував всіх своєю результативністю. За п'ять сезонів він забив понад 160 голів. А всього за 19 сезонів Де Клейн забив 350 голів тільки в чемпіонаті Бельгії і тричі став найкращим бомбардиром чемпіонату та чемпіоном Країни. Наразі Де Клейн займає першу сходинку в списку найбільш результативних форвардів бельгійського чемпіонату.

## Виступи за збірну
1946 року дебютував в офіційних матчах у складі національної збірної Бельгії. Протягом кар'єри у національній команді, яка тривала усього 3 роки, провів у формі головної команди країни 12 матчів, забивши 9 голів.

## Кар'єра тренера
Розпочав тренерську кар'єру відразу ж по завершенні кар'єри гравця, 1955 року, очоливши тренерський штаб клубу «Мехелен». Досвід тренерської роботи обмежився цим клубом, де він пропрацював до 1957 року.
Помер 13 березня 1990 року на 73-му році життя.

## Досягнення
- Чемпіон Бельгії: 1943, 1946, 1948
- Найкращий бомбардир чемпіонатів Бельгії: 1941 (19 голів), 1942 (34 голи), 1946 (40 голів)